# Tre Valli Varesine 1945
La Tre Valli Varesine 1945, venticinquesima edizione della corsa, si svolse il 26 agosto 1945 su un percorso di 155 km con partenza e arrivo a Varese. Aperta a professionisti e dilettanti, fu vinta dall'italiano Adolfo Leoni, che completò il percorso in 4h12'37" precedendo i connazionali Mario Ricci e Gino Bartali. Conclusero la prova 22 dei 66 ciclisti al via.

## Percorso
Partita da Varese (sede della società organizzatrice, la S.C. Binda), la corsa volse inizialmente verso sud, in direzione Gallarate; da qui si diresse ad Angera e a Laveno, affrontando quindi le salite di Grantola, Brinzio e del Sasso di Gavirate prima della conclusione a Varese dopo 155 km di gara.

## Ordine d'arrivo (Top 10)
| Pos. | Corridore         | Squadra         | Tempo    |
| ---- | ----------------- | --------------- | -------- |
| 1    | Adolfo Leoni      | Bianchi         | 4h12'37" |
| 2    | Mario Ricci       | Legnano         | s.t.     |
| 3    | Gino Bartali      | Legnano         | s.t.     |
| 4    | Egidio Marangoni  | U.C. Bergamasca | s.t.     |
| 5    | Enea Antolini     | Benotto         | s.t.     |
| 6    | Vittorio Seghezzi | C.C. Lombardo   | s.t.     |
| 7    | Aldo Ronconi      | Viscontea       | a 2'14"  |
| 8    | Serse Coppi       | S.S. Lazio      | a 3'30"  |
| 9    | Athos Guizzardi   | S.C. Corridoni  | s.t.     |
| 10   | Sergio Maggini    | Benotto         | s.t.     |